# 呉・松山フェリー

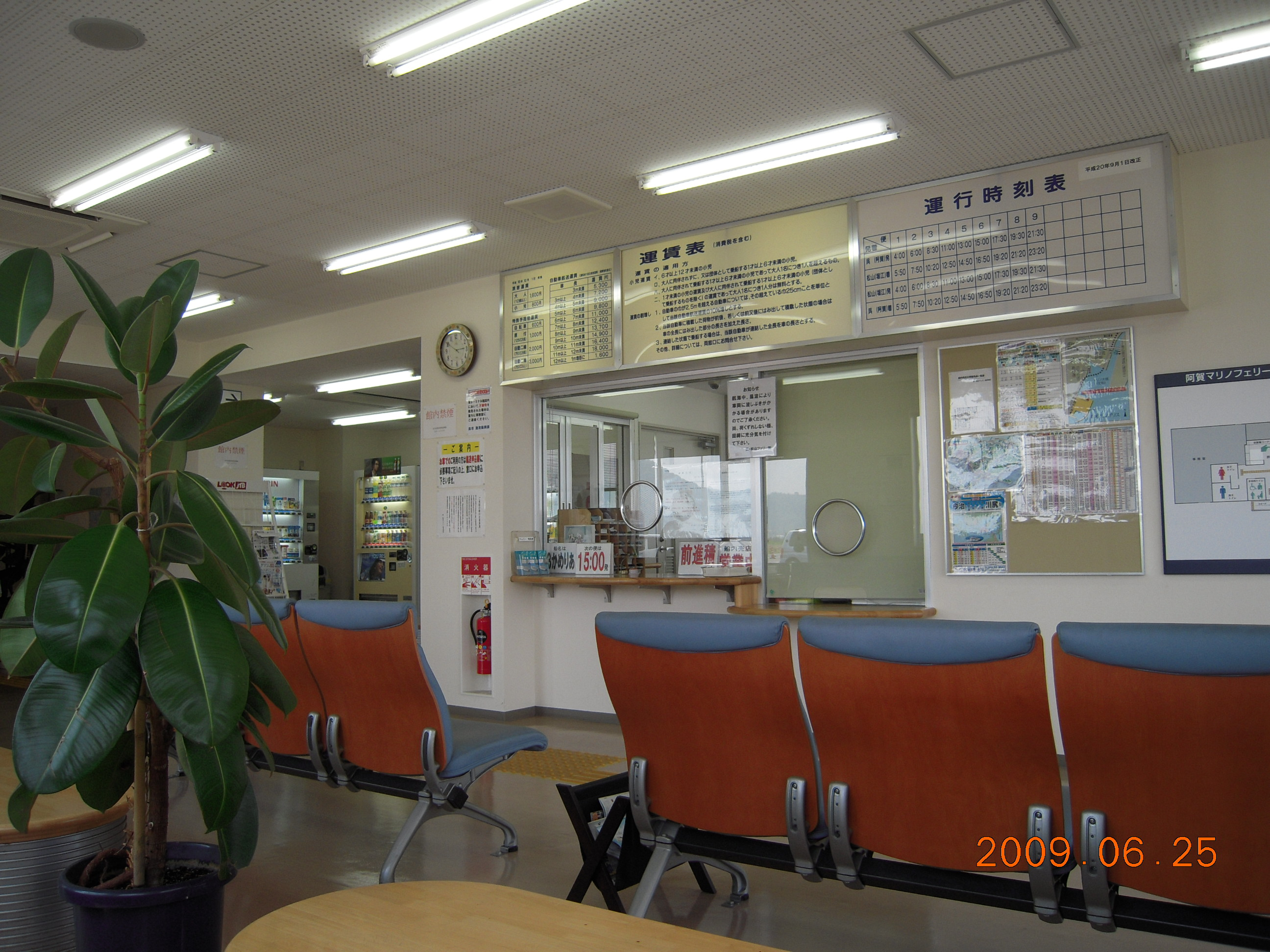
「阿賀マリノフェリーターミナル」にあった阿賀港待合室

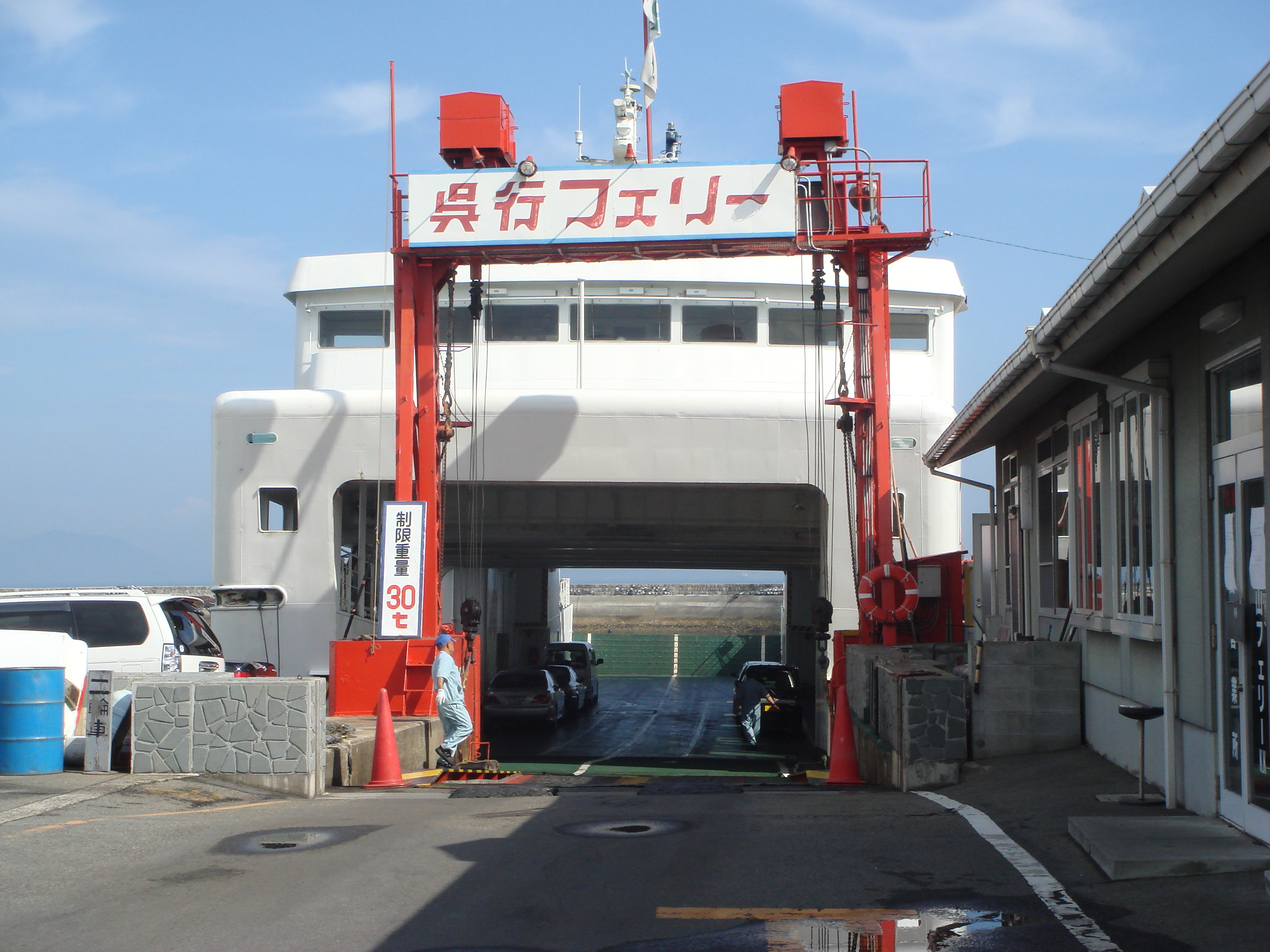
堀江港（現在、桟橋や待合室は撤去されている）

呉・松山フェリー株式会社（くれ・まつやまフェリー）は、広島県呉市と愛媛県松山市を結ぶカーフェリーを運航していた、日本の海運事業者である。本社（兼・呉営業所）を広島県呉市阿賀南5丁目3番32号に、松山営業所を愛媛県松山市堀江町甲1742番地13に置いていた。

## 航路
呉市の阿賀港（呉港広港区に所在）と松山市の堀江港（松山港堀江地区）の間を1時間50分で運航していた。通称は呉松フェリー（くれまつフェリー）。1964年に貨物航路として就航開始。
大人片道運賃が1,600円に設定され、本州と松山を結ぶ公共交通機関の中ではルートがほぼ並行している広島 - 呉 - 松山間で運航するフェリーの運賃（呉 - 松山間は2,600円、広島 - 松山間は3,500円）と比較して安価であった。
2008年（平成20年）11月17日、阿賀港の乗り場が新設の「阿賀マリノフェリーターミナル」に変更され、これに伴い安芸阿賀駅南口とフェリーターミナルを結ぶ無料連絡バスが運行されていた。

## 船舶
2009年6月の航路廃止時点では以下の3隻で運航されていた。
- ニューかめりあ[3]

1992年7月竣工、若松造船建造（第386番船）、鉄道建設・運輸施設整備支援機構共有。
614総トン、全長47.0m、幅12.0m、深さ3.68m、ディーゼル2基、2,600馬力、航海速力13.5ノット。
旅客定員320名。

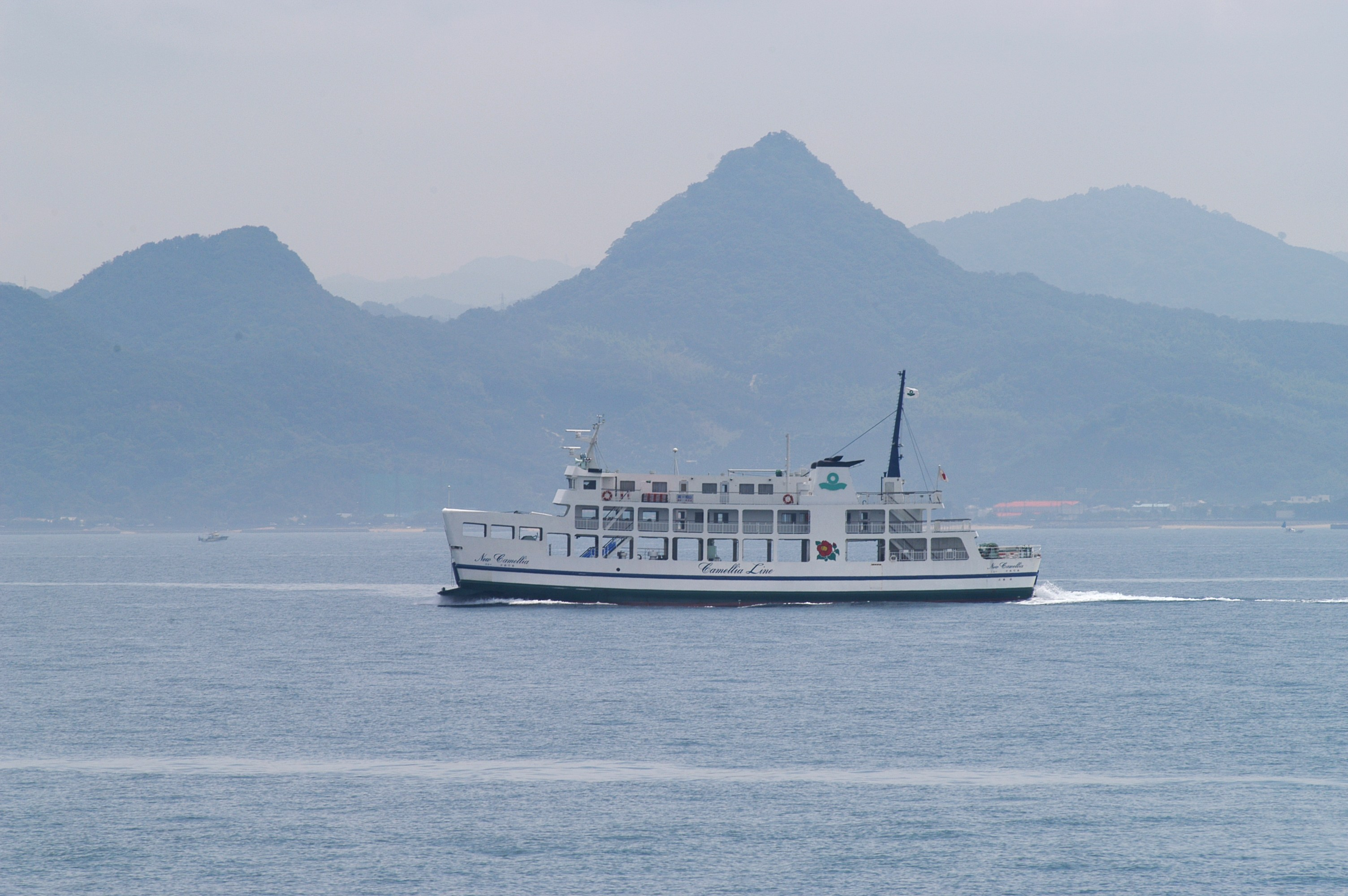
かめりあ2
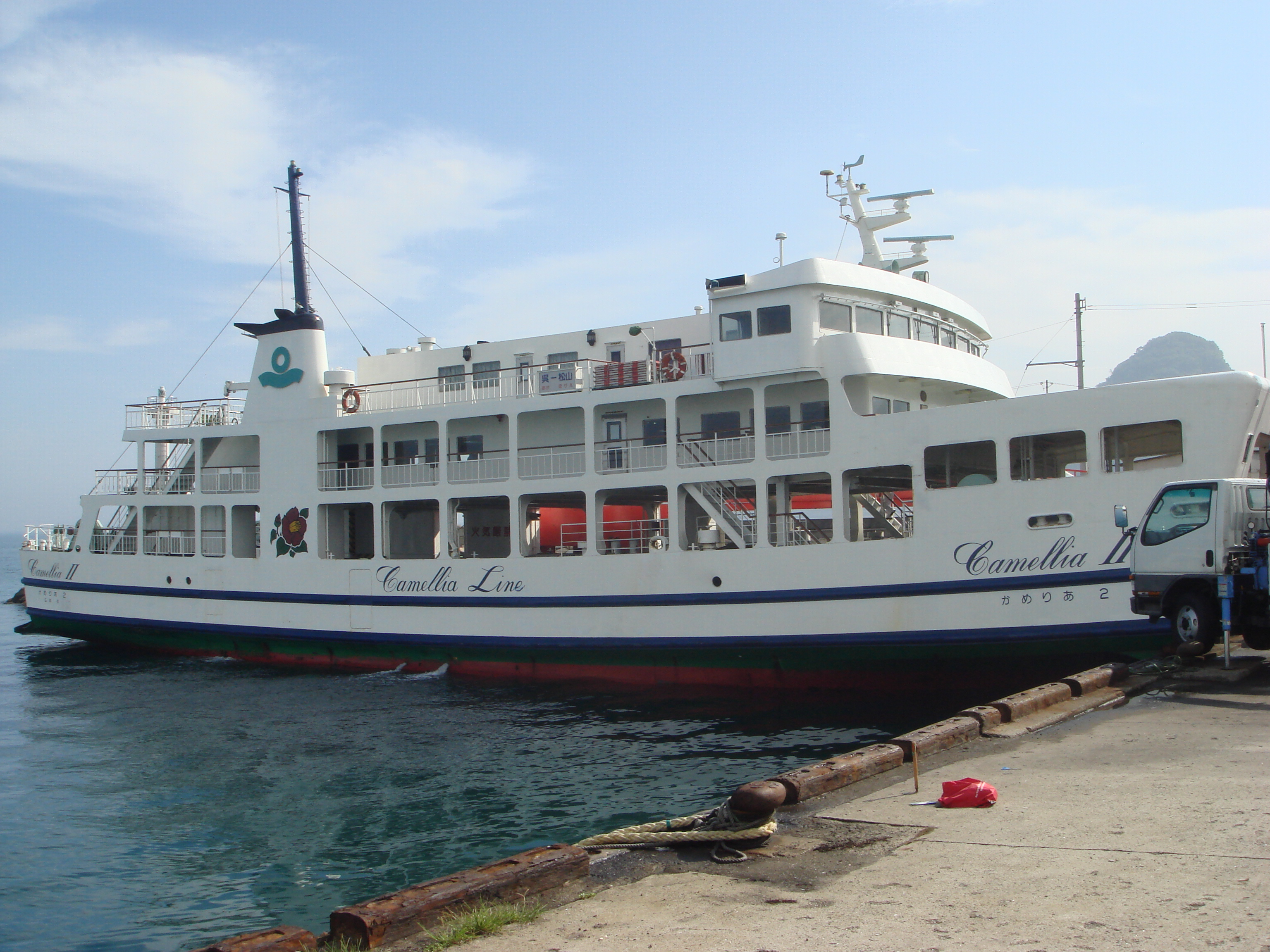
かめりあ2
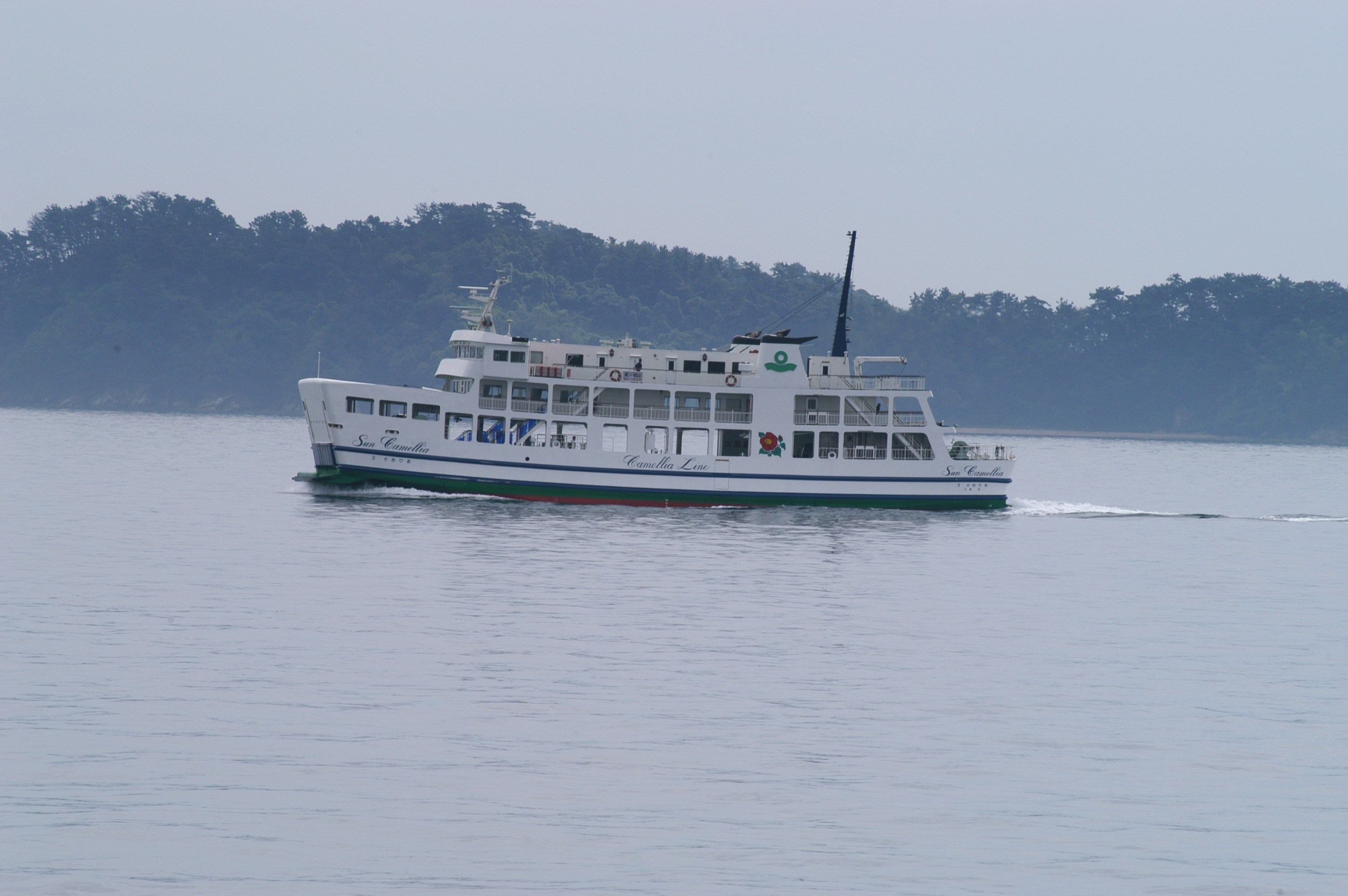
3かめりあ

1995年7月18日竣工、7月24日就航。若松造船建造。
639総トン、全長47.9m、幅12.0m、深さ3.7m、満載喫水2.8m、6DLM-24S 2基2軸、出力2,600馬力、航海速力13.3ノット（最大14.9ノット）。
旅客定員320名、8トントラック8台、4トントラック3台
- 3かめりあ[5]

1997年7月10日竣工、同月20日就航。若松造船建造、鉄道建設・運輸施設整備支援機構共有。
653総トン、全長47.9m、幅12.0m、深さ3.7m、ディーゼル2基2軸、機関出力2,600ps、航海速力13.5ノット。
旅客定員320名、8tトラック8台・4tトラック3台。
- ニューかめりあ
- かめりあ2
- 3かめりあ

### 過去の船舶

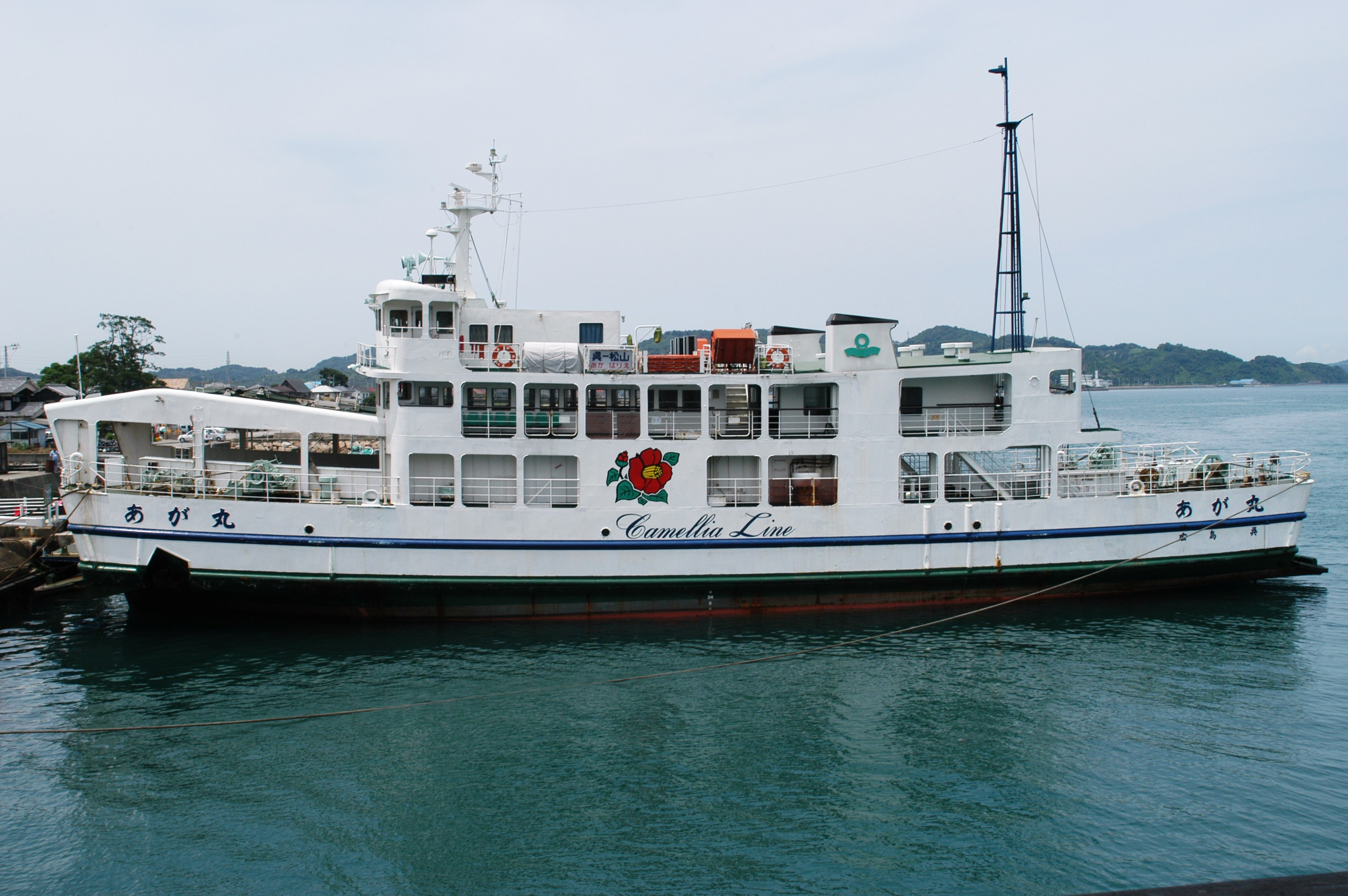
あが丸 (初代)
1964年2月竣工、同3月就航。幸陽船渠建造。1975年日本船舶明細書より削除。
294.2総トン、全長40.8m、幅8.4m、ディーゼル1基、機関出力700ps、航海速力12ノット。
旅客定員20名、トラック12台。
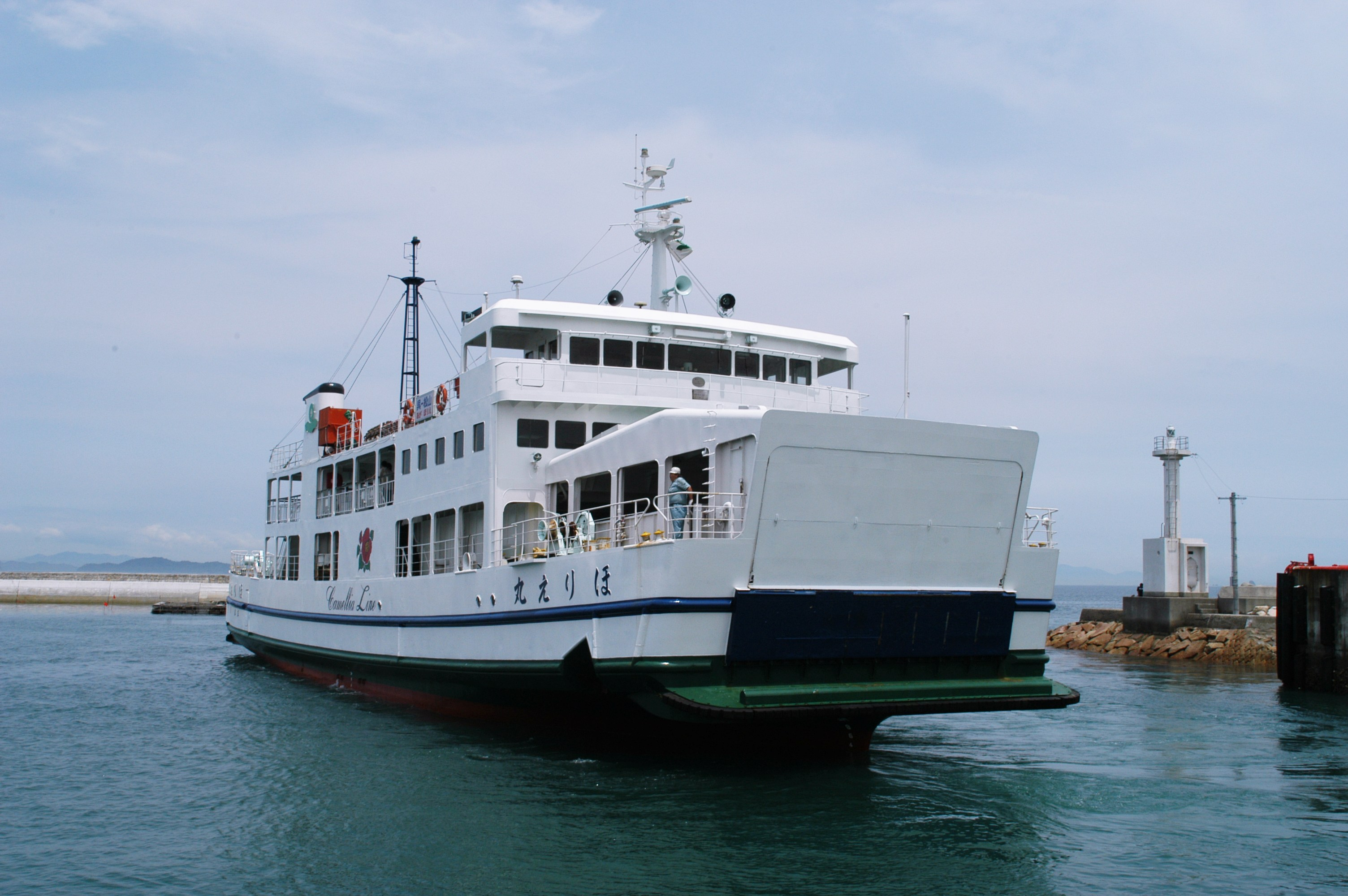
ほりえ丸 (初代)
1964年竣工、就航。あが丸(初代)の同型船。1976年日本船舶明細書より削除。
- おんど丸 (初代)[6]
1966年11月27日竣工、同12月就航。神田造船所建造。1983年日本船舶明細書より削除[7]。
391.98総トン。全長42.12m、型幅9.60m、型深さ3.60m、ディーゼル1基、機関出力930ps、航海速力11.9ノット。
旅客定員257名、乗用車30台、トラック6台[3]。
- どうご丸 (初代)[8]
1969年2月竣工、同3月就航。松浦造船鉄工建造。1984年日本船舶明細書より削除[3]。
420.43総トン、全長42.12m、型幅10.60m、型深さ3.60m、ディーゼル2基、機関出力1,200ps、航海速力10.2ノット。
旅客定員300名、11tトラック6台。
- あが丸 (2代)[8]
1972年8月竣工、今村造船建造。どうご丸(初代)の同型船。1987年日本船舶明細書より削除[3]。
420.46総トン、全長42.12m、型幅11.50m、型深さ3.60m、ディーゼル2基、機関出力1,500ps、航海速力13.0ノット。
旅客定員318名、大型バス10台、乗用車50台。
- ほりえ丸 (2代)[8]
1974年11月竣工・就航。若松造船建造。1991年日本船舶明細書より削除[3]。
451.40総トン、全長44.40m、型幅11.50m、型深さ3.70m、ディーゼル2基、機関出力1,500ps、航海速力13.0ノット。
旅客定員350名、乗用車50台、トラック14台[9]。
- おんど丸 (2代)[8]
1980年4月竣工・就航。若松造船建造。船舶整備公団共有。ほりえ丸(2代)の同型船。1995年インドネシアへ売船[7]。
470.38総トン。全長44.40m、型幅11.50m、型深さ3.70m、ディーゼル2基、機関出力1,500ps、航海速力13.0ノット。
旅客定員350名、大型バス10台、乗用車50台。
- どうご丸 (2代)[10]
1982年12月竣工・就航、1990年改装。若松造船建造。ほりえ丸(2代)の同型船。1999年日本船舶明細書より削除[3]。
470.65→520.60総トン[11]、全長44.40m、型幅11.50m、型深さ3.70m、ディーゼル2基、機関出力1,500ps、航海速力12.0ノット。
旅客定員350名、乗用車50台、トラック14台[9]。
- あが丸 (3代)[10]
1985年6月竣工・就航。若松造船建造。2005年日本船舶明細書より削除[3]。
604.00総トン、全長44.40m、型幅11.50m、型深さ3.70m、ディーゼル2基、機関出力1,500ps、航海速力13.0ノット。
旅客定員350名、乗用車50台、トラック14台[9]。
- ほりえ丸 (3代)[11]
1987年10月竣工・就航。若松造船建造。船舶整備公団共有。
657総トン、全長46.40m、型幅11.50m、型深さ3.70m、ディーゼル2基、機関出力2,000ps、航海速力13.5ノット（最大14.31ノット）。
旅客定員320名、トラック14台、乗用車34台[3]。

- あが丸(3代)
- ほりえ丸(3代)

## 航路廃止と会社解散
2009年（平成21年）5月8日付愛媛新聞にて航路が廃止されるとの報道がなされた後、同月25日に正式発表され、同年6月末をもって廃止となった。廃止理由については、西瀬戸自動車道（しまなみ海道）の供用による経営悪化に加え、ETCによる特別割引により利用台数が昨年同期の約半分にまで落ち込んでいたことが報道されているほか、高速道路料金についての『場当たり的政策』が招いた結果とするものもあった。一方、在野の研究者からは同割引の影響の大きさを認めつつも、景気悪化や燃料費高騰など他の要因も考えられるため因果関係を特定することは難しいとの指摘もあった。
運航会社の「呉・松山フェリー株式会社」では航路廃止を回避するため便数を半減するなどの対策を講じており、廃止時点での運行回数は1日9便であった。なお、同社は航路廃止後、従業員60名に退職金を支給したのち解散・清算の手続きが行われた。

## 乗り場への交通
- 阿賀港（呉港広港区、「阿賀マリノフェリーターミナル」）
  - JR呉線 安芸阿賀駅から車で約10分[2]。

※2008年11月17日に乗り場が移転し駅からは遠くなったが、無料送迎車が運転されていた。
- 堀江港（松山港堀江地区）
  - JR予讃線 堀江駅から徒歩。